# Franz Stockhausen
Pour les articles homonymes, voir Stockhausen.
Franz Stockhausen, né le 30 janvier 1839 à Guebwiller et mort le 4 janvier 1926 à Strasbourg, est un chef de chœur, chef d'orchestre et pédagogue alsacien.

## Biographie

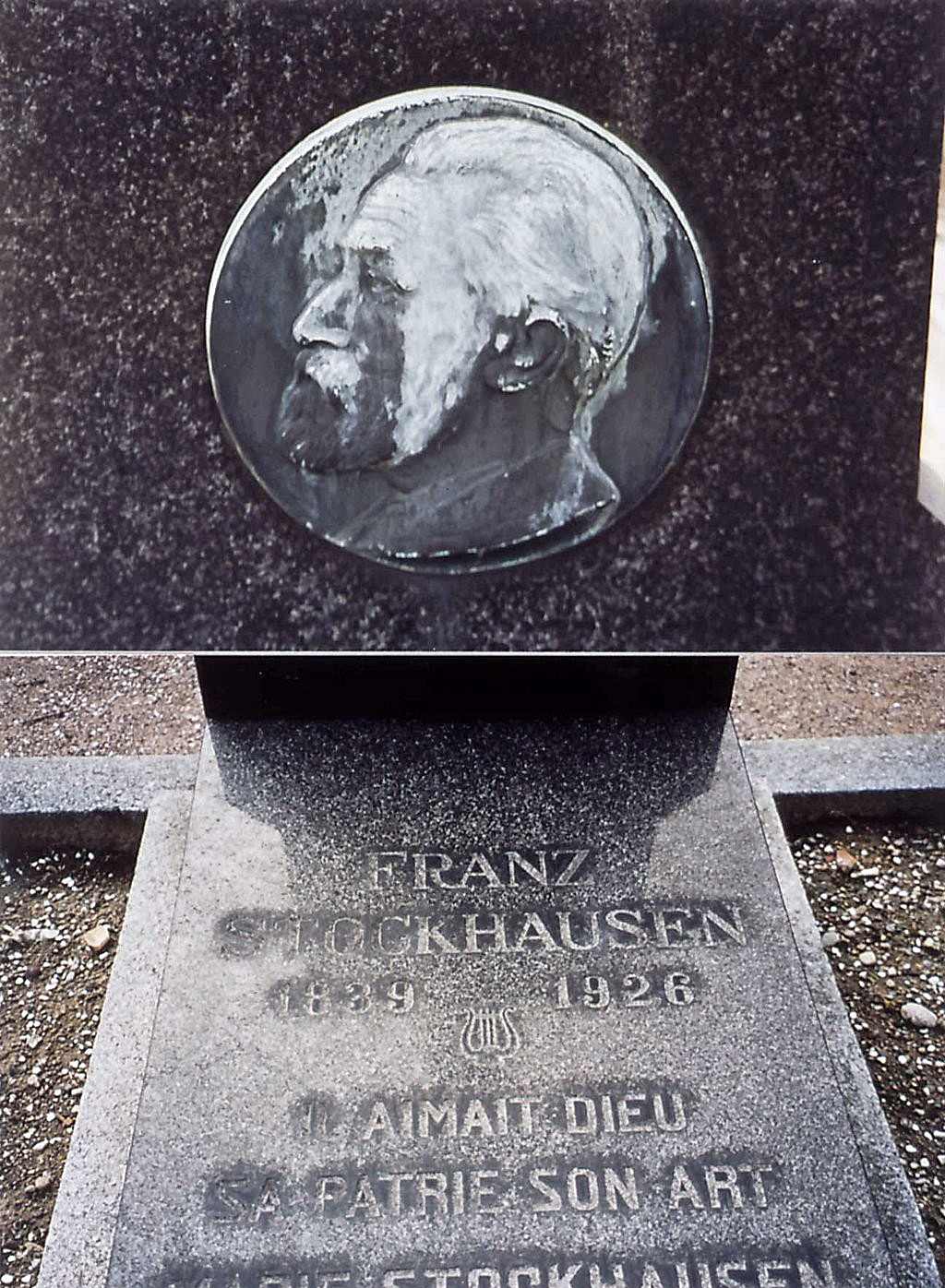
Tombe au cimetière Saint-Gall de Strasbourg.

Franz est né à Guebwiller. Il est le frère du chanteur et pédagogue Jules Stockhausen (1826-1906), et le fils du harpiste virtuose Franz (Anton Adam) Stockhausen (1789-1868). Il a pris des cours de piano avec Alkan. De 1860 à 1862, il a étudié au Conservatoire de Leipzig avec Ignaz Moscheles, Ernst Friedrich Richter et Moritz Hauptmann.
De 1863 à 1866, il était chef d'orchestre à Thann, en Alsace, et 1866-68, il était avec son frère à Hambourg, où il a dirigé les Concerts philharmoniques et la Singakademie. En 1868, il est devenu dirigeant de la Société de Chant Sacré de la cathédrale de Strasbourg. En 1871, il a dirigé les concerts de la ville et du Conservatoire de Strasbourg. Il a renoncé à la direction de la Société de Chant Sacré en 1879. Il est devenu professeur en 1892, et en 1907, il s'est retiré de la vie publique.